# Nieurlet
Nieurlet est une commune française, située dans le département du Nord en région Hauts-de-France.

## Géographie

### Situation
Nieurlet est situé au cœur du marais audomarois, ancien golfe marin qui communiquait autrefois avec la mer par un défilé ouvert entre les collines de Watten et d'Eperlecques.

### Communes limitrophes
|                               | Lederzeele | Buysscheure |
| Saint-Momelin (Pas-de-Calais) | Nieurlet   | Noordpeene  |
| Saint-Omer (Pas-de-Calais)    |            | Clairmarais |

### Hameau
Booneghem est un hameau de Nieurlet.

### Hydrographie

#### Réseau hydrographique
La commune est située dans le bassin Artois-Picardie. Elle est drainée par la Moerelak, la rivière de Booneghem, la rivière du Ham, la Zieu, la Ferme du Ham et divers autres petits cours d'eau,.

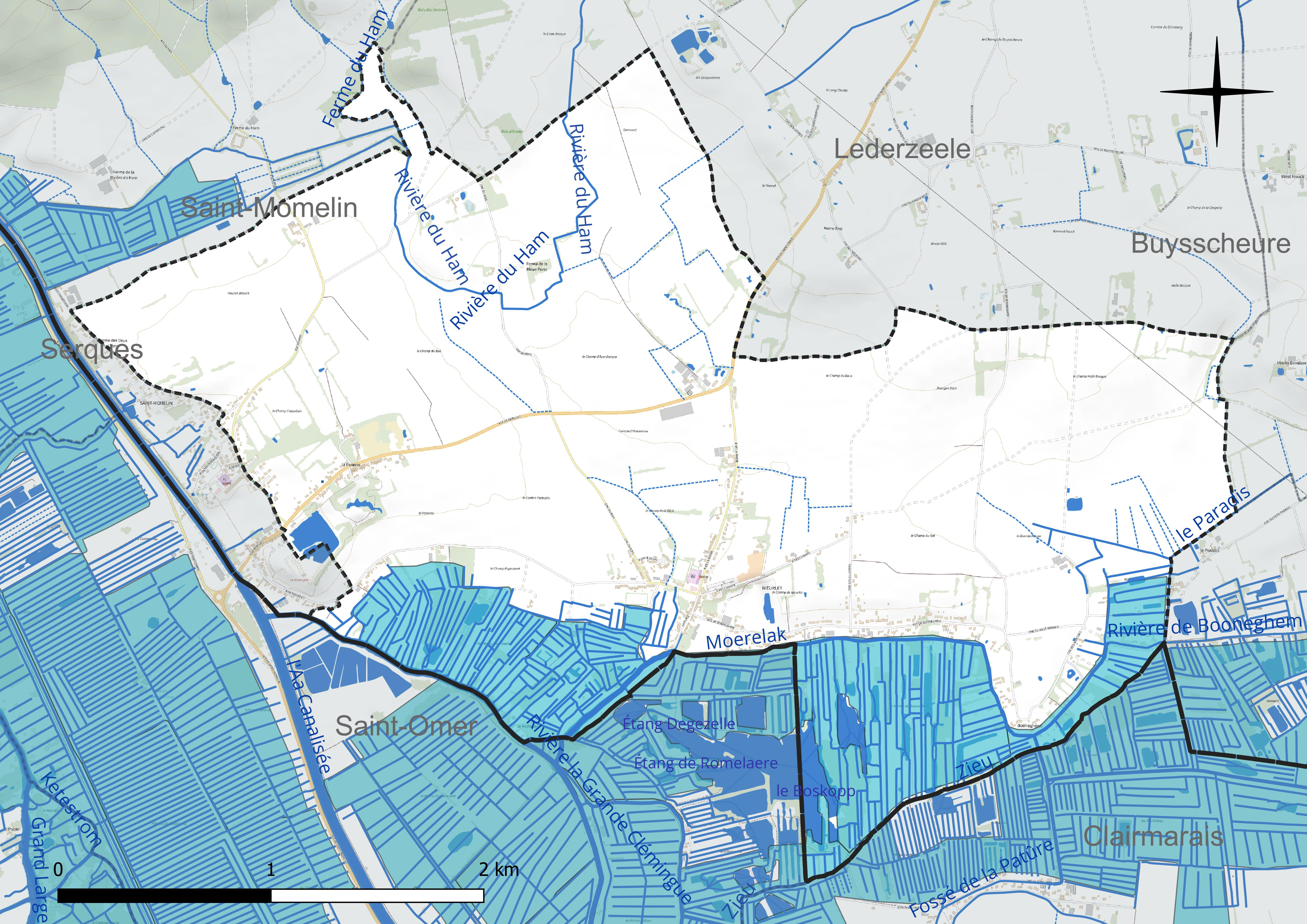
Réseau hydrographique de Nieurlet.

Deux plans d'eau complètent le réseau hydrographique : le Boskopp, d'une superficie totale de 7,5 ha (7,5 ha sur la commune) et l'étang de Romelaere, d'une superficie totale de 25,5 ha (7,5 ha sur la commune),.

#### Gestion et qualité des eaux
Le territoire communal est couvert par le schéma d'aménagement et de gestion des eaux (SAGE) « Audomarois ». Ce document de planification concerne un territoire de 662 km2 de superficie, délimité par le bassin versant de l'Aa et sa zone d'étalement : le marais audomarois. Le périmètre a été arrêté le 4 février 1994 et le SAGE proprement dit a été approuvé le 31 mars 2005, puis révisé le 15 janvier 2013, puis le 21 novembre 2021. La structure porteuse de l'élaboration et de la mise en œuvre est le syndicat mixte pour l'aménagement et la gestion des eaux de l'Aa (SmageAa). 
La qualité des cours d'eau peut être consultée sur un site spécial géré par les agences de l'eau et l'Agence française pour la biodiversité. 

### Climat
Pour des articles plus généraux, voir Climat des Hauts-de-France et Climat du Nord.
En 2010, le climat de la commune est de type climat océanique altéré, selon une étude du CNRS s'appuyant sur une série de données couvrant la période 1971-2000. En 2020, Météo-France publie une typologie des climats de la France métropolitaine dans laquelle la commune est exposée à un climat océanique et est dans la région climatique  Côtes de la Manche orientale, caractérisée par un faible ensoleillement (1 550 h/an) ; forte humidité de l'air (plus de 20 h/jour avec humidité relative > 80 % en hiver), vents forts fréquents. 
Pour la période 1971-2000, la température annuelle moyenne est de 10,6 °C, avec une amplitude thermique annuelle de 13,8 °C. Le cumul annuel moyen de précipitations est de 807 mm, avec 13,1 jours de précipitations en janvier et 7,8 jours en juillet. Pour la période 1991-2020, la température moyenne annuelle observée sur la station météorologique la plus proche, située sur la commune de Watten à 7 km à vol d'oiseau, est de 11,3 °C et le cumul annuel moyen de précipitations est de 822,8 mm,. Pour l'avenir, les paramètres climatiques de la commune estimés pour 2050 selon différents scénarios d'émission de gaz à effet de serre sont consultables sur un site spécial publié par Météo-France en novembre 2022.

## Urbanisme

### Typologie
Au 1er janvier 2024, Nieurlet est catégorisée commune rurale à habitat dispersé, selon la nouvelle grille communale de densité à sept niveaux définie par l'Insee en 2022.
Elle est située hors unité urbaine. Par ailleurs la commune fait partie de l'aire d'attraction de Saint-Omer, dont elle est une commune de la couronne,. Cette aire, qui regroupe 79 communes, est catégorisée dans les aires de 50 000 à moins de 200 000 habitants,.

### Occupation des sols
L'occupation des sols de la commune, telle qu'elle ressort de la base de données européenne d'occupation biophysique des sols Corine Land Cover (CLC), est marquée par l'importance des territoires agricoles (94,1 % en 2018), une proportion identique à celle de 1990 (94,1 %). La répartition détaillée en 2018 est la suivante : 
terres arables (71,5 %), zones agricoles hétérogènes (17 %), prairies (5,6 %), zones urbanisées (4,5 %), zones humides intérieures (1,4 %), forêts (0,1 %). L'évolution de l'occupation des sols de la commune et de ses infrastructures peut être observée sur les différentes représentations cartographiques du territoire : la carte de Cassini (XVIIIe siècle), la carte d'état-major (1820-1866) et les cartes ou photos aériennes de l'IGN pour la période actuelle (1950 à aujourd'hui).

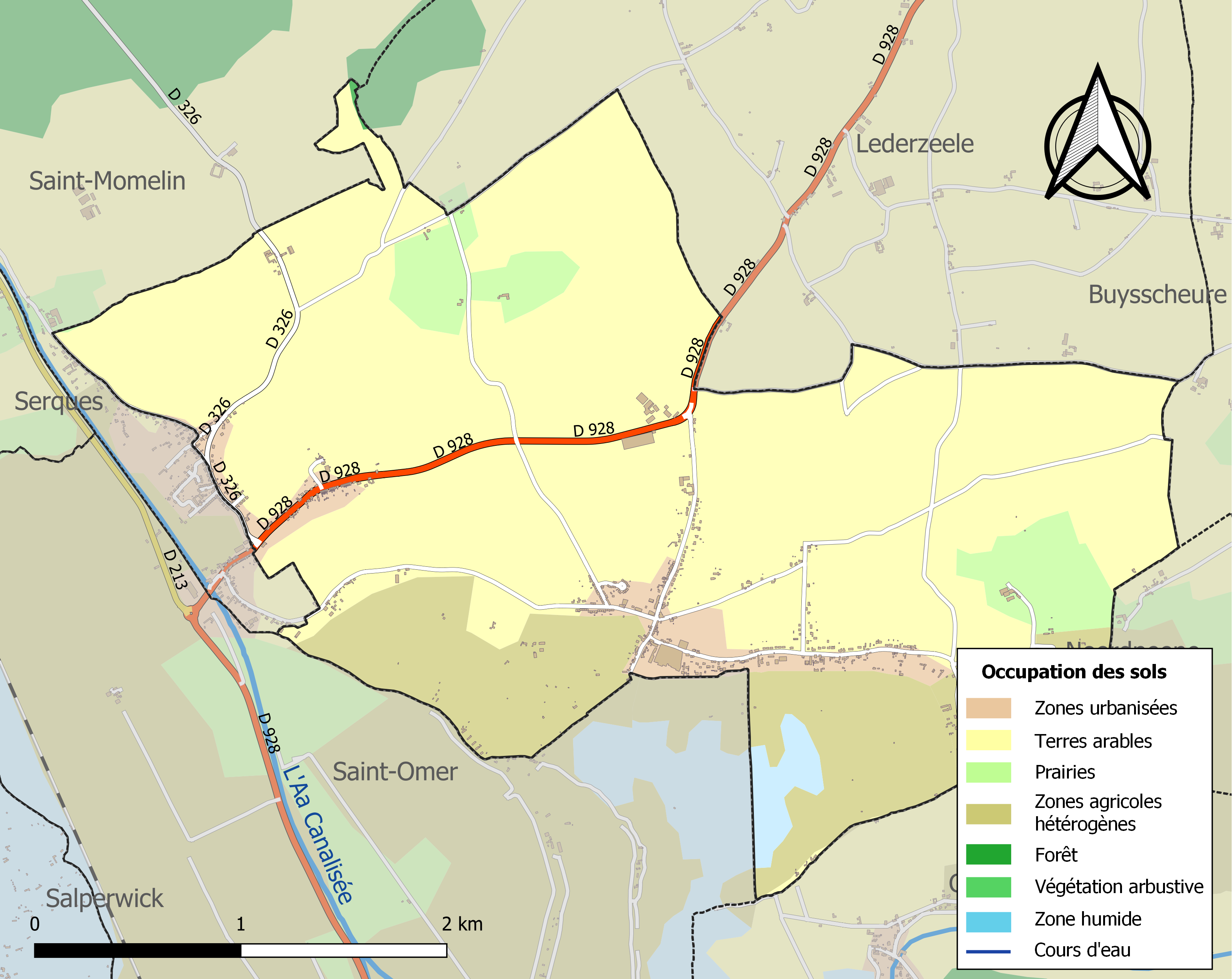
Carte des infrastructures et de l'occupation des sols de la commune en 2018 (CLC).

## Toponymie
Nieuwerlet et Nieuwerleet en néerlandais.

## Histoire
Nieuwerleet signifie le nouveau fossé ou canal (leet) en flamand.
Le lieu-dit Niewerlede est mentionné[Où ?] dès 1127.
Vers 1149, Arnould IV d'Ardres, (liste des seigneurs d'Ardres) déclare que lui et sa femme Adeline ont concédé à l'abbaye de Clairmarais la dîme des terres dépendant de leur ferme de Nieuwerlede, qu'ils avaient acquise d'Elbodon de Nothoth.
En 1551, Claude d'Hallwin, seigneur de Bambecque, sire de Nieurlet, est « capitaine de la ville de Dunkerque » pour le compte de l'Espagne, alors détentrice de la région. Il possède un château à West-Cappel où il se trouve lorsque la France prend en 1557 Calais, jusque là anglaise, et alors qu'une épidémie de peste, amenée par une flotte espagnole sévit à Dunkerque. On le prie alors de rejoindre son poste.
En 1670, Michel François de Wignacourt, comte de Flêtre, est l'époux de Geneviève Adornes, dame de Marcquillies, Marcq, Nieuwliet, (sans doute Nieurlet), Nieuwenhove, Peenhof (sur Craywick dans la châtellenie de Bourbourg). Ils sont les parents de Denis François Jacques de Wignacourt  qui a pour héritier en 1727, Balthazar Pierre Félix de Wignacourt, comte de Flêtre, et en 1778, Balthazar Philippe Emmanuel Charles de Wignacourt, comte de Flêtre, fils du précédent.
Vers 1910, un chemin de fer de Herzeele à Saint-Momelin, passe par les villages, alors généralement dotés d'une gare, Wormhout, Esquelbecq, Zegerscappel, Bollezeele, Merckeghem, Volckerinckhove-Broxeele, Lederzeele, Nieurlet.
Nieurlet est érigé en commune le 4 mars 1928, auparavant c'était simplement un hameau de la commune de Lederzeele[réf. souhaitée].

## Héraldique
|  | Les armes de Nieurlet se blasonnent ainsi : "Vairé d'or et d'azur." |

## Politique et administration

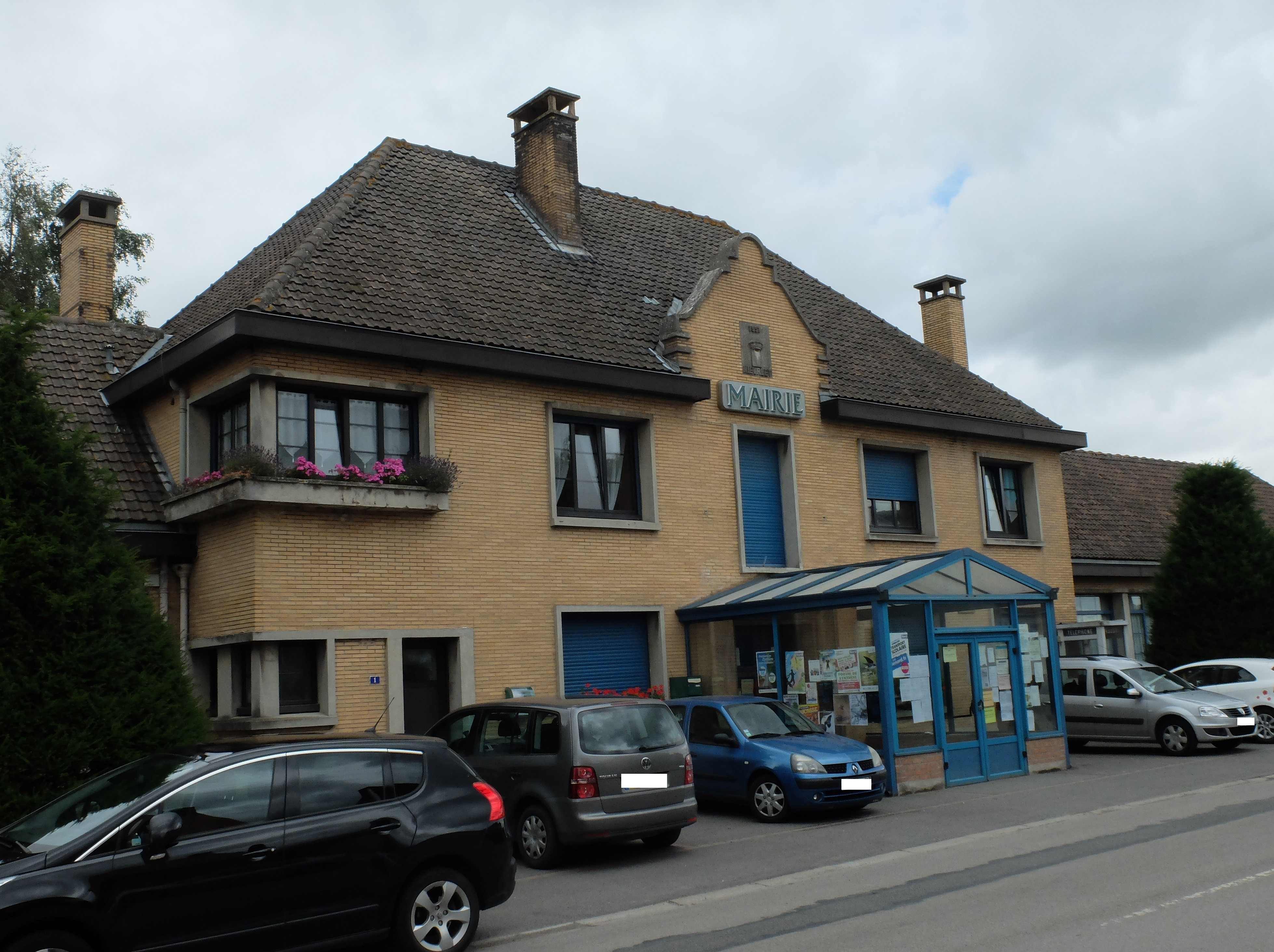
La mairie.

| Période   | Période      | Identité           | Étiquette | Qualité |
| --------- | ------------ | ------------------ | --------- | ------- |
| 1928      | février 1941 | Emile Duval        |           |         |
| 1941      | mai 1945     | Romain Verbeke     |           |         |
| 1945      | mars 1971    | Maurice Baeckeroot |           |         |
| 1971      | mai 1973     | Louis Leroy        |           |         |
| 1973      | mars 1977    | Albert Deman       |           |         |
| mars 1977 | mars 2014    | René Deboudt       | PS        |         |
| 2014      | mai 2020     | Dominique Marquis  |           |         |
| mai 2020  | En cours     | Régis Verbeke      |           |         |

## Population et société

### Démographie

#### Évolution démographique
L'évolution du nombre d'habitants est connue à travers les recensements de la population effectués dans la commune depuis 1931. Pour les communes de moins de 10 000 habitants, une enquête de recensement portant sur toute la population est réalisée tous les cinq ans, les populations de référence des années intermédiaires étant quant à elles estimées par interpolation ou extrapolation. Pour la commune, le premier recensement exhaustif entrant dans le cadre du nouveau dispositif a été réalisé en 2007.

En 2022, la commune comptait 906 habitants, en évolution de −4,73 % par rapport à 2016 (Nord : +0,51 %, France hors Mayotte : +2,11 %).
| 1931 | 1936 | 1946 | 1954 | 1962 | 1968 | 1975 | 1982 | 1990 |
| ---- | ---- | ---- | ---- | ---- | ---- | ---- | ---- | ---- |
| 792  | 761  | 811  | 802  | 833  | 830  | 822  | 857  | 944  |

| 1999 | 2006 | 2007 | 2012 | 2017 | 2022 | - | - | - |
| ---- | ---- | ---- | ---- | ---- | ---- | - | - | - |
| 934  | 977  | 983  | 997  | 937  | 906  | - | - | - |

#### Pyramide des âges
La population de la commune est relativement jeune.
En 2018, le taux de personnes d'un âge inférieur à 30 ans s'élève à 35,3 %, soit en dessous de la moyenne départementale (39,5 %). À l'inverse, le taux de personnes d'âge supérieur à 60 ans est de 21,6 % la même année, alors qu'il est de 22,5 % au niveau départemental.
En 2018, la commune comptait 465 hommes pour 462 femmes, soit un taux de 50,16 % d'hommes, légèrement supérieur au taux départemental (48,23 %).
Les pyramides des âges de la commune et du département s'établissent comme suit.
| Hommes | Classe d’âge | Femmes |
| ------ | ------------ | ------ |
| 0,2    | 90 ou +      | 0,4    |
| 3,9    | 75-89 ans    | 8,5    |
| 15,4   | 60-74 ans    | 14,8   |
| 24,5   | 45-59 ans    | 22,9   |
| 20,6   | 30-44 ans    | 18,2   |
| 15,4   | 15-29 ans    | 16,1   |
| 20,1   | 0-14 ans     | 18,9   |

| Hommes | Classe d’âge | Femmes |
| ------ | ------------ | ------ |
| 0,5    | 90 ou +      | 1,4    |
| 5,3    | 75-89 ans    | 8,1    |
| 14,8   | 60-74 ans    | 16,2   |
| 19,1   | 45-59 ans    | 18,4   |
| 19,5   | 30-44 ans    | 18,7   |
| 20,7   | 15-29 ans    | 19,1   |
| 20,2   | 0-14 ans     | 18     |

## Culture et patrimoine

### Lieux et monuments

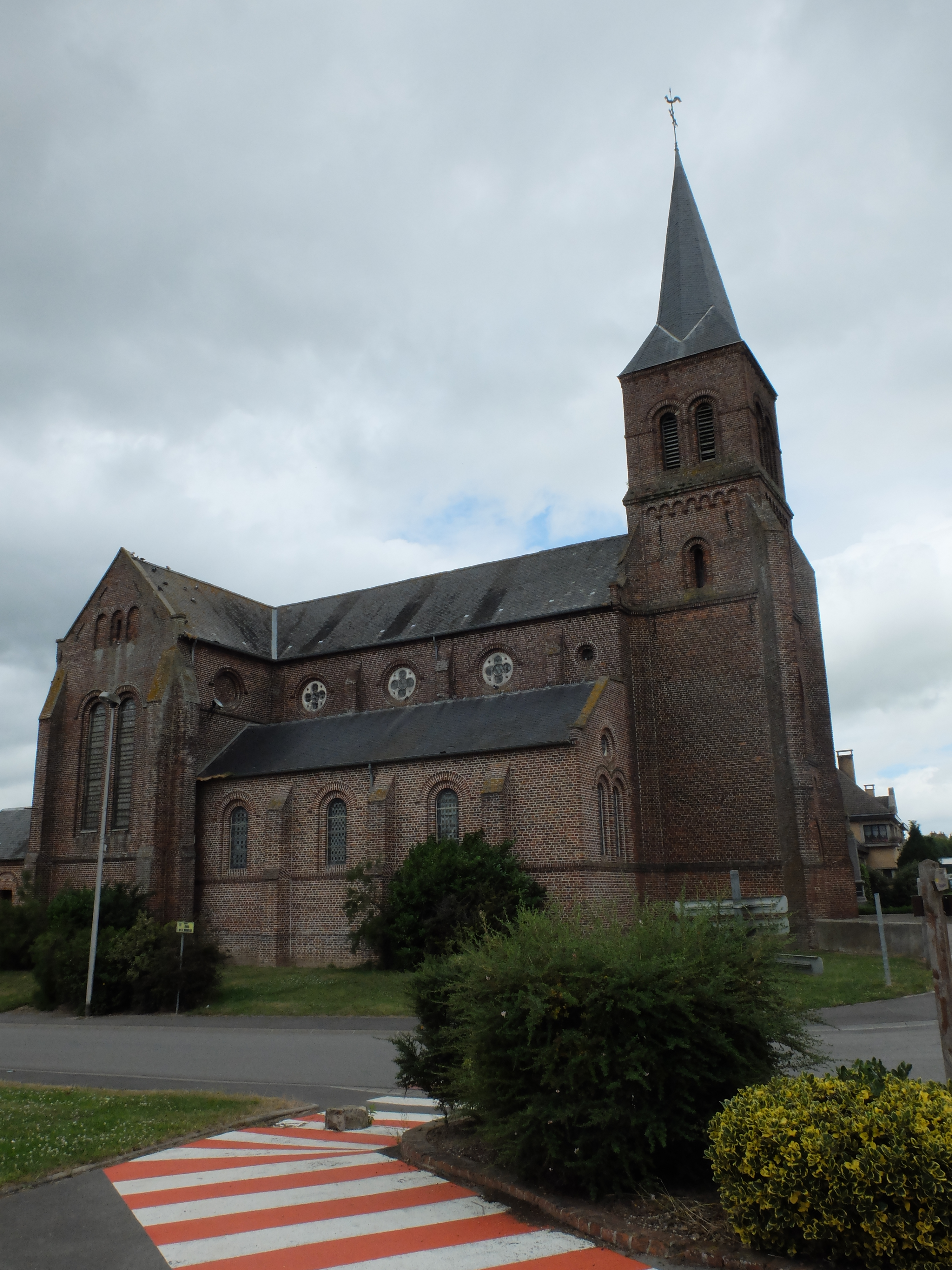
L'église.
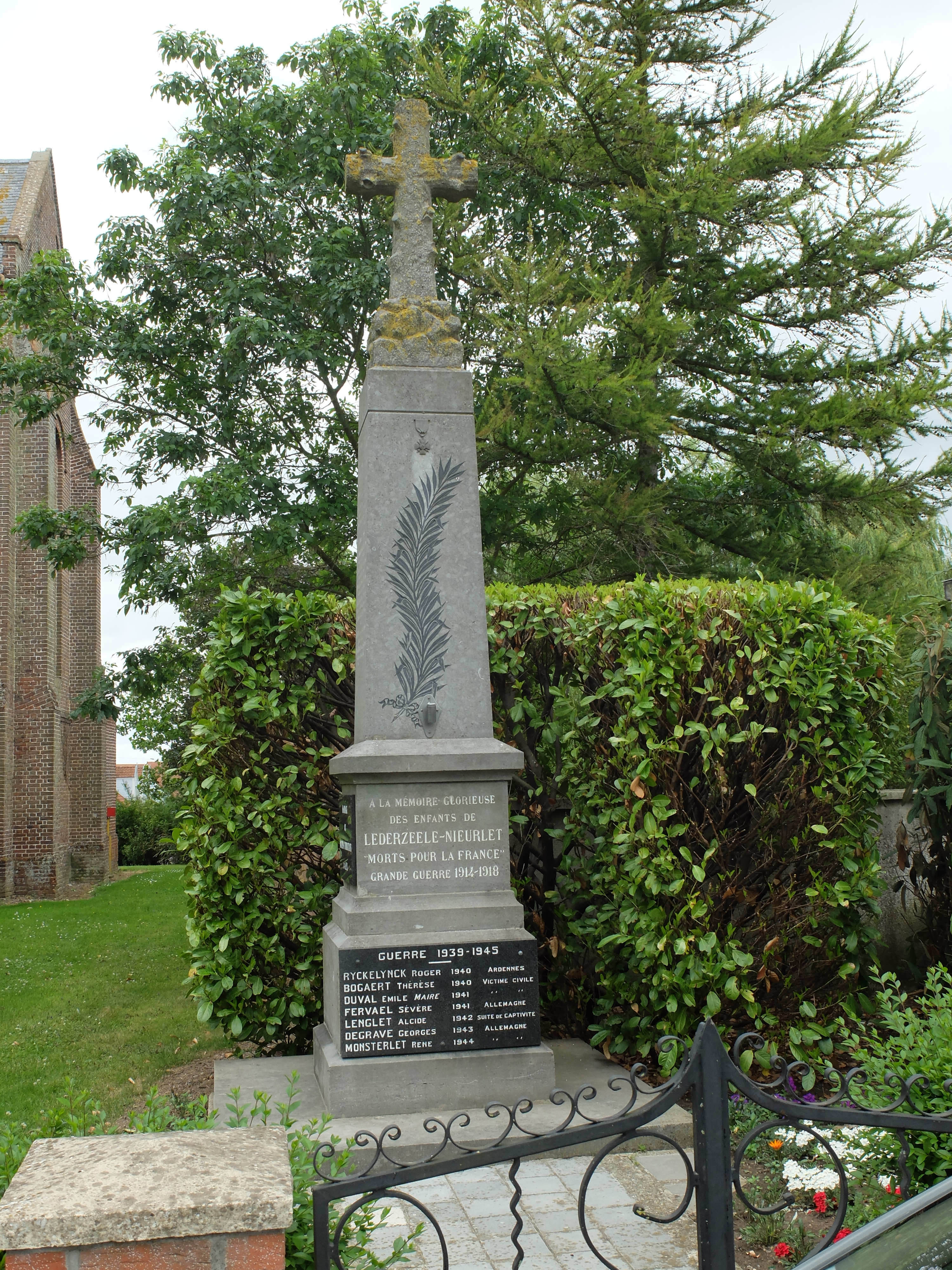
Le monument aux morts.
- La Réserve naturelle nationale des étangs du Romelaëre le marais désigné « Réserve de biosphère » par l'UNESCO. Un chemin de randonnée pédestre venant de Buysccheure passe par ce site remarquable. Un chemin de même type, le  « Circuit de Booneghem », part du centre de Nieurlet et décrit une boucle de 8,5 km à travers la réserve naturelle et la campagne proche[31].

- L'église.
- Le monument aux morts.

## Personnalités liées à la commune

### Seigneurs de Nieurlet
- Dominique Patrice de Guînes de Bonnières (voir comtes de Guînes), comte de Nieurlet, seigneur de Griboval, etc., haut justicier de Cassel, est né le 27 avril 1634. Il épouse Madeleine Le Mestre dite de la Tour. Il meurt à Saint-Omer le 13 juin 1712[32].
- Charles Philippe Brigitte Dominique de Guînes de Bonnières, fils de Dominique Patrice, est le second comte de Nieurlet. Il meurt à Saint-Omer le 1er juillet 1743. Il a épousé en premières noces Jacqueline Thérèse de Trasegnies qui meurt le 19 juin 1735[33]. Il a deux sœurs religieuses dans l'abbaye de Ravensberghe[32].

## Pour approfondir